# Presidente dell'Ucraina
Il presidente dell'Ucraina (in ucraino Президент України?, Prezydent Ukrajiny) è il capo di Stato dell'Ucraina e agisce in suo nome. Il presidente è garante della sovranità dello Stato e dell'indivisibilità territoriale, dell'osservanza della Costituzione, dei diritti umani e della libertà dei cittadini. Il presidente è eletto per voto popolare e la carica dura cinque anni.
La residenza ufficiale del presidente per scopi cerimoniali è il Palazzo Mariinskij.
Dal 20 maggio 2019 il presidente dell'Ucraina è Volodymyr Zelens'kyj, che ha assunto la carica dopo aver vinto le elezioni presidenziali.

## Storia
Il 5 luglio 1991 la Verchovna Rada della RSS Ucraina approvò una legge che istituiva la carica di Presidente della Repubblica Socialista Sovietica Ucraina. Il titolo fu cambiato in "Presidente dell'Ucraina" a seguito della proclamazione dell'indipendenza (24 agosto 1991). Le prime elezioni presidenziali si tennero il 1º dicembre 1991.